# Chyliza crinita
Chyliza crinita är en tvåvingeart som beskrevs av Iwasa 1989. Chyliza crinita ingår i släktet Chyliza och familjen rotflugor. Inga underarter finns listade i Catalogue of Life.